# 픽셀펫
픽셀펫은 픽셀로 자신만의 펫을 그리고 거래를 하거나 판매하는 게임이다.
황금토큰을 사용하면 테두리와 그림자도 색칠할 수 있으며, 자신이 직접 그린 펫을 대회에 출전시킬 수 있다.